# Embalse del Molinar
El embalse del Molinar es un embalse sobre el río Júcar cuya presa se encuentra en el municipio de Villa de Ves, en la provincia española de Albacete, comunidad autónoma de Castilla-La Mancha.

## Historia

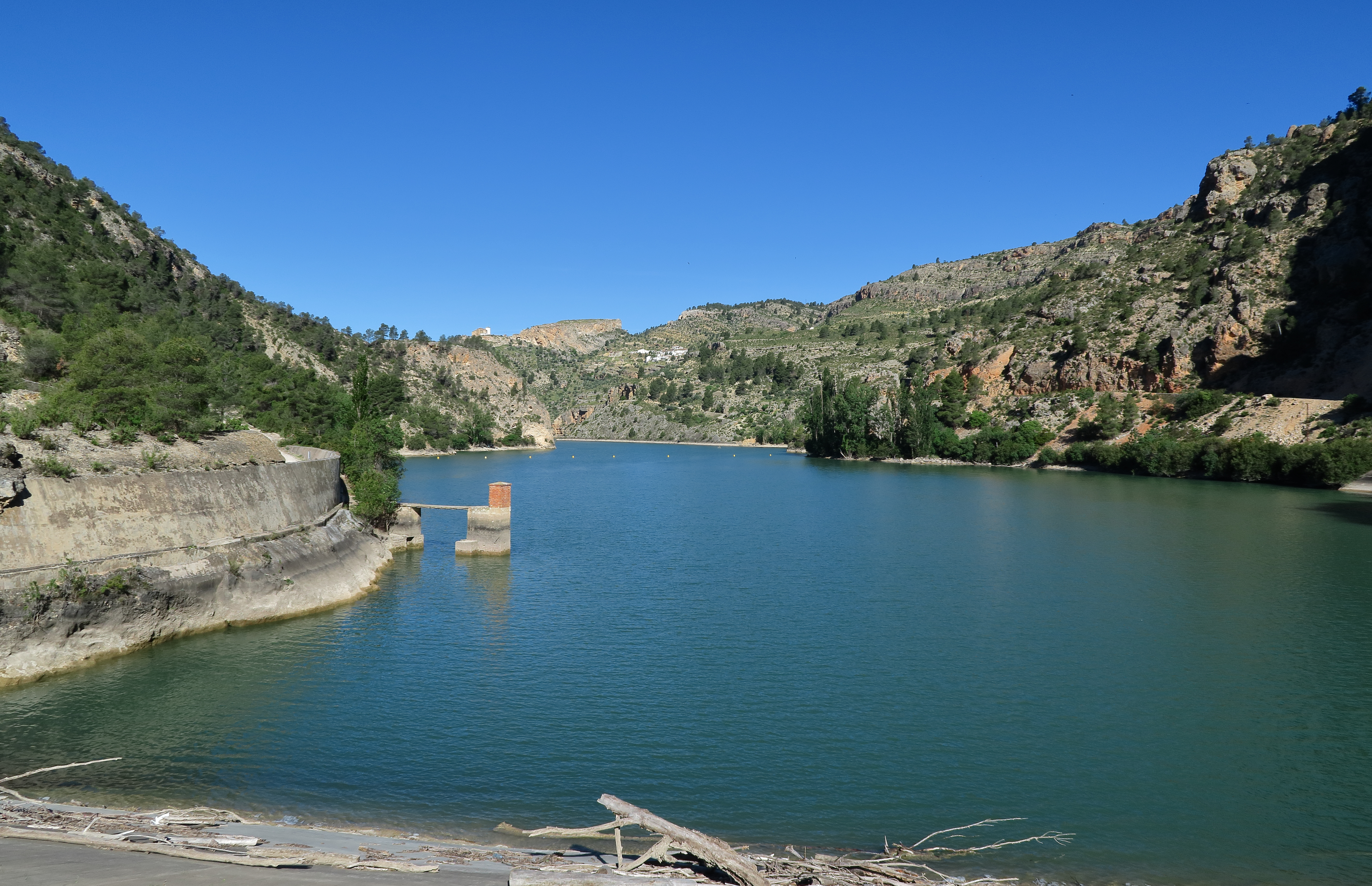
Vista del embalse desde la presa

En 1907 se creó Hidroeléctrica Española de la mano de Lucas de Urquijo, que representaba a un grupo de empresarios vascos, y Juan de Urrutia, que formaba parte de Hidroeléctrica Ibérica. La empresa obtuvo los derechos de explotación del río Júcar a su paso por Villa de Ves y se llevaron a cabo los trabajos de adecuación de un primer salto, cuyo fin era explotar ese tramo del río para la obtención de energía hidroeléctrica, que atendería las necesitades de Madrid y Valencia. Una vez finalizada la Guerra Civil, la demanda de energía aumentó y en 1948 se inició la construcción de una nueva presa en el Molinar, que inundó la primera.